# Triplax festiva
Triplax festiva är en skalbaggsart som beskrevs av Lacordaire 1842. Triplax festiva ingår i släktet Triplax och familjen trädsvampbaggar. Inga underarter finns listade i Catalogue of Life.